# داخل لوين ديفيس
داخل لوين ديفيس (بالإنجليزية: Inside Llewyn Davis)‏ هو فيلم كوميديا ودراما أمريكي صدر في 2013 من تأليف وإخراج جويل كوين وإيثان كوين. الفيلم من بطولة أوسكار إسحاق وكاري موليجان وجون غودمان وجستين تيمبرلك. يركز الفيلم على أسبوع في حياة مغني الذي يجوب الساحة الموسيقية في نيويورك ستينات القرن الماضي. ربح الفيلم الجائزة الكبرى في مهرجان كان السينمائي لعام 2013، حيث عرض هناك في 19 مايو، 2013. داخل لوين ديفيس عرض في دور العرض في 20 ديسمبر، سبقه عرض في صالات محددة في نفس الشهر.

## طاقم التمثيل
- أوسكار إسحاق بدور لوين ديفيس
- كاري موليجان بدور جان بيركي
- جون غودمان بدور رولان تيرنر
- جستين تيمبرلك بدور جيم بيركي

## الأستقبال النقدي
تلقى داخل لوين ديفيس عند عرضه إشادة كبيرة من النقاد. حالياً حاصل على نسبة 96% على موقع الطماطم الفاسدة بناءً 48 مراجعة. كان الإجماع النقدي للموقع: «ذكي ومضحك ومحزن بشكل عميق، داخل لوين ديفيس يجد الأخوين كوين في شكل ممتاز مبغض للبشر.» على ميتاكريتيك حاصل على متوسط تقييم 94% بناءً على 14 مراجعة.

## روابط خارجية
- الموقع الرسمي
- داخل لوين ديفيس على موقع IMDb (الإنجليزية)
- داخل لوين ديفيس على موقع ميتاكريتيك (الإنجليزية)
- داخل لوين ديفيس على موقع الموسوعة البريطانية (الإنجليزية)
- داخل لوين ديفيس على موقع روتن توميتوز (الإنجليزية)
- داخل لوين ديفيس على موقع نتفليكس (الإنجليزية)
- داخل لوين ديفيس على موقع قاعدة بيانات الأفلام العربية
- داخل لوين ديفيس على موقع ألو سيني (الفرنسية)
- داخل لوين ديفيس على موقع Turner Classic Movies (الإنجليزية)
- داخل لوين ديفيس على موقع أول موفي (الإنجليزية)
- داخل لوين ديفيس على موقع بوكس أوفيس موجو (الإنجليزية)